# Tour Championship 2020
Die Coral Tour Championship 2020 waren ein Snookerturnier der Main-Tour-Saison 2019/20, das in Milton Keynes in England ausgetragen wurde. Das Turnier war das Finale einer Serie von drei Turnieren, für die sich die Spieler über die Einjahresrangliste qualifizierten. Beim World Grand Prix waren die 32 besten und bei der Players Championship die 16 besten Spieler angetreten, die Tour Championship bestritten die Top-8-Spieler.

## Corona-Pandemie
Ursprünglich war geplant, das Turnier vom 17. bis 22. März 2020 in Llandudno in Wales auszutragen. Als aufgrund der Corona-Pandemie europaweit Sportveranstaltungen abgesagt bzw. ausgesetzt wurden, wurde auch die Tour Championship kurz vor Beginn abgesagt. Ursprünglich sollte das Turnier in die vierte Juliwoche verschoben werden, als sich die Lage früher entspannte, wurde es auf die Woche vom 20. bis 26. Juni vorgezogen. Außerdem wurde mit der Marshall Arena im englischen Milton Keynes ein besser geeigneter Austragungsort gefunden. Bereits Anfang Juni wurde dort als Vorbereitungsturnier die Championship League ausgetragen und Örtlichkeiten und die Einhaltung der Schutzmaßnahmen getestet.
Zum Schutz vor Ansteckungen begaben sich die teilnehmenden Spieler vor und während des Turniers in Quarantäne und verließen die Sportstätte und die direkt angrenzenden Unterkünfte nicht. Außerdem wurden ständig Virustests durchgeführt. Publikum war ausgeschlossen und während der Partien galten Abstands- und Schutzmaßnahmen.
Vorjahressieger war der Engländer Ronnie O’Sullivan, der sich aber in diesem Jahr nicht qualifizieren konnte. Eigentlich war die Teilnahme aller 8 Topspieler der Einjahresrangliste geplant, aufgrund der Umstände nahm aber Ding Junhui von einer Anreise aus China Abstand und verzichtete auf das Turnier. Seinen Platz im Spielplan übernahm die Nummer 9 der Rangliste, der Schotte Stephen Maguire, der das Turnier als Sieger beendete.

## Preisgeld
Die Preisgeldsumme stieg auf 380.000 £, weil die Prämie für das höchste Break von 5.000 auf 10.000 £ erhöht wurde, die anderen Prämien blieben gleich und verteilte sich wie folgt:
|                 | Preisgeld |
| --------------- | --------- |
| Sieger          | 150.000 £ |
| Finalist        | 60.000 £  |
| Halbfinalist    | 40.000 £  |
| Viertelfinalist | 20.000 £  |
| Höchstes Break  | 10.000 £  |
| Insgesamt       | 380.000 £ |

## Setzliste
Die Setzliste wurde basierend auf der Einjahresrangliste bis einschließlich der Gibraltar Open 2020 ermittelt.
| Rang | Spieler           | Gewinnsumme (£) |
| ---- | ----------------- | --------------- |
| 1    | Judd Trump        | 665.500         |
| 2    | Shaun Murphy      | 383.000         |
| 3    | Mark Selby        | 282.500         |
| 4    | Neil Robertson    | 274.500         |
| 5    | Ding Junhui a     | 261.250         |
| 6    | Yan Bingtao       | 223.500         |
| 7    | Mark Allen        | 165.500         |
| 8    | John Higgins      | 158.500         |
| 9    | Stephen Maguire a | 152.000         |

## Coral Cup
Der Schotte Stephen Maguire – als Ersatz nachnominiert für den Chinesen Ding Junhui, der wegen der Corona-Beschränkungen nicht nach England einreiste – sicherte sich mit der Siegprämie von 150.000 £ auch den Gesamtsieg im Coral Cup und erhielt dafür die Zusatzprämie in Höhe von 100.000 £.
| Spieler         | World Grand Prix | Players Championship | Tour Championship | Total   |
| --------------- | ---------------- | -------------------- | ----------------- | ------- |
| Stephen Maguire | 0                | 30.000               | 150.000           | 180.000 |
| Judd Trump      | 7.500            | 125.000              | 40.000            | 172.500 |
| Neil Robertson  | 100.000          | 0                    | 0                 | 100.000 |
| Mark Allen      | 0                | 15.000               | 60.000            | 75.000  |
| Mark Selby      | 0                | 15.000               | 40.000            | 55.000  |
| Yan Bingtao     | 0                | 50.000               | 0                 | 50.000  |
| Graeme Dott     | 40.000           | 0                    | 0                 | 40.000  |
| Shaun Murphy    | 0                | 30.000               | 0                 | 30.000  |
| John Higgins    | 12.500           | 15.000               | 0                 | 27.500  |
| Joe Perry       | 12.500           | 15.000               | 0                 | 27.500  |
| Kyren Wilson    | 20.000           | 0                    | 0                 | 20.000  |
| Tom Ford        | 20.000           | 0                    | 0                 | 20.000  |

## Turnierplan
Die acht Teilnehmer aus der Einjahresrangliste ermitteln in drei Runden den Turniersieger:

| Viertelfinale (Best of 17 Frames) 20.–23. Juni | Viertelfinale (Best of 17 Frames) 20.–23. Juni | Viertelfinale (Best of 17 Frames) 20.–23. Juni |   |                 | Halbfinale (Best of 17 Frames) 24./25. Juni | Halbfinale (Best of 17 Frames) 24./25. Juni | Halbfinale (Best of 17 Frames) 24./25. Juni |  |  | Finale (Best of 19 Frames) 26. Juni | Finale (Best of 19 Frames) 26. Juni | Finale (Best of 19 Frames) 26. Juni |
|                                                |                                                |                                                |   |                 |                                             |                                             |                                             |  |  |                                     |                                     |                                     |
| 1                                              | Judd Trump                                     | 9                                              |   |                 |                                             |                                             |                                             |  |  |                                     |                                     |                                     |
| 8                                              | John Higgins                                   | 4                                              |   |                 |                                             |                                             |                                             |  |  |                                     |                                     |                                     |
| 8                                              | John Higgins                                   | 4                                              | 1 | Judd Trump      | 6                                           |                                             |                                             |  |  |                                     |                                     |                                     |
|                                                |                                                |                                                | 1 | Judd Trump      | 6                                           |                                             |                                             |  |  |                                     |                                     |                                     |
|                                                | R                                              | Stephen Maguire                                | 9 |                 |                                             |                                             |                                             |  |  |                                     |                                     |                                     |
| 4                                              | R                                              | Stephen Maguire                                | 9 | Neil Robertson  | 5                                           |                                             |                                             |  |  |                                     |                                     |                                     |
| 4                                              |                                                |                                                |   | Neil Robertson  | 5                                           |                                             |                                             |  |  |                                     |                                     |                                     |
| R                                              | Stephen Maguire                                | 9                                              |   |                 |                                             |                                             |                                             |  |  |                                     |                                     |                                     |
| R                                              | Stephen Maguire                                | 9                                              | R | Stephen Maguire | 10                                          |                                             |                                             |  |  |                                     |                                     |                                     |
|                                                |                                                |                                                |   | Stephen Maguire | 10                                          |                                             |                                             |  |  |                                     |                                     |                                     |
|                                                | 7                                              | Mark Allen                                     | 6 |                 |                                             |                                             |                                             |  |  |                                     |                                     |                                     |
| 3                                              | 7                                              | Mark Allen                                     | 6 | Mark Selby      | 9                                           |                                             |                                             |  |  |                                     |                                     |                                     |
| 3                                              |                                                |                                                |   | Mark Selby      | 9                                           |                                             |                                             |  |  |                                     |                                     |                                     |
| 6                                              | Yan Bingtao                                    | 6                                              |   |                 |                                             |                                             |                                             |  |  |                                     |                                     |                                     |
| 6                                              | Yan Bingtao                                    | 6                                              | 3 | Mark Selby      | 2                                           |                                             |                                             |  |  |                                     |                                     |                                     |
|                                                |                                                |                                                | 3 | Mark Selby      | 2                                           |                                             |                                             |  |  |                                     |                                     |                                     |
|                                                | 7                                              | Mark Allen                                     | 9 |                 |                                             |                                             |                                             |  |  |                                     |                                     |                                     |
| 2                                              | 7                                              | Mark Allen                                     | 9 | Shaun Murphy    | 8                                           |                                             |                                             |  |  |                                     |                                     |                                     |
| 2                                              |                                                |                                                |   | Shaun Murphy    | 8                                           |                                             |                                             |  |  |                                     |                                     |                                     |
| 7                                              | Mark Allen                                     | 9                                              |   |                 |                                             |                                             |                                             |  |  |                                     |                                     |                                     |

## Finale
| Finale: Best of 19 Frames Schiedsrichter/in: Rob Spencer Marshall Arena, Milton Keynes, England, 26. Juni 2020 |                |            |
| Stephen Maguire | 10:6           | Mark Allen |
| Nachmittagssession: 19:69 (50), 0:76 (76), 89:1 (89), 75:50 (Maguire 69, Allen 50), 56:45, 0:125 (125), 31:62, 71:18 Abendsession; 139:0 (139), 77:23, 38:69 (64), 74:36, 78:9 (78), 73:0 (53), 0:107 (107), 80:72 |                |            |
| 139 | Höchstes Break | 125        |
| 1 | Century-Breaks | 2          |
| 4 | 50+-Breaks     | 4          |

## Century-Breaks
6 Spieler erzielten insgesamt 22 Century-Breaks.
| Stephen Maguire | 139, 135, 132, 117, 115, 111, 108, 103 |
| Judd Trump      | 135                                    |
| Shaun Murphy    | 131, 117, 116, 110, 100, 100           |
| Mark Allen      | 125, 107, 100                          |
| Mark Selby      | 119, 105                               |
| Neil Robertson  | 103, 100                               |